# Kerry Werner
Kerry Werner, né le 27 mars 1991, est un coureur cycliste américain, spécialiste du cyclo-cross. Il pratique également le VTT où il devient en 2013 champion national dans la catégorie espoirs.

## Palmarès en cyclo-cross
- 2012-2013
  - East Meadow Cyclocross (1)
  - North Carolina GP (1), Hendersonville
- 2014-2015
  - Supercross Cup (2), Stony Point
  - Verge NECXS #6, Sterling
  - North Carolina GP (1), Hendersonville
  - North Carolina GP (2), Hendersonville
- 2016-2017
  - DCCX #1, Washington DC
  - DCCX #2, Washington DC
  - 3e du championnat des États-Unis de cyclo-cross
- 2017-2018
  - Rochester Cyclocross #2, Rochester
  - DCCX #1, Washington DC
  - DCCX #2, Washington DC
  - Supercross #1, Suffern
  - North Carolina Grand Prix - Race #1, Hendersonville
  - North Carolina Grand Prix - Race #2, Hendersonville
  - 3e du championnat des États-Unis de cyclo-cross
- 2018-2019
  - Deschutes Brewery's GO Cross #1, Roanoke
  - Deschutes Brewery's GO Cross #2, Roanoke
  - Nittany Lion Cross #1, Breinigsville
  - Charm City Cross #1, Baltimore
  - DCCX #1, Washington DC
  - DCCX #2, Washington DC
  - Cincinnati Cross @ Carter Park, Kings Mills
  - North Carolina Grand Prix #1, Hendersonville
  -  Médaillé de bronze du championnat panaméricain de cyclo-cross
- 2019-2020
  -  Champion panaméricain de cyclo-cross
  - Virginia's Blue Ridge GO Cross #2, Raonoke
  - FayetteCross #1, Fayetteville
  - Charm City Cross #1, Baltimore
  - DCCX #1, Washington DC
  - Cincinnati Cyclocross - Kingswood Park #1, Mason
  - North Carolina Grand Prix #1, Hendersonville
  - North Carolina Grand Prix #2, Hendersonville
- 2021-2022
  - Classement général de l'USCX Cyclocross Series
  - USCX Cyclocross Series #8 Kings CX Day 2, Mason
  - North Carolina Grand Prix Day 2, Hendersonville
  -  Médaillé de bronze du championnat panaméricain de cyclo-cross
- 2022-2023
  - North Carolina Grand Prix Day 1, Hendersonville
  - 3e du championnat des États-Unis de cyclo-cross
- 2024-2025
  - USCX Series #7 - Trek CX Cup Day 1, Waterloo
  - Nash Dash Day 1, Hampton
  - Nash Dash Day 2, Hampton

## Palmarès en VTT
- 2013
  -  Champion des États-Unis de cross-country espoirs